# Life Becoming a Landslide
Life Becoming a Landslide é um EP em formato single da banda galesa de rock Manic Street Preachers, lançado em 1994. A faixa-título faz parte do álbum Gold Against the Soul (1993), mas, juntamente com o lado B "Confort Comes", tem temática e musicalidade que culminou no disco sucessor, The Holy Bible (1994). Alcançou a posição 36 nas paradas de singles no Reino Unido.

## Faixas

### CD
1. "Life Becoming a Landslide" – 3:58
2. "Comfort Comes" – 3:29
3. "Are Mothers Saints" – 3:20
4. "Charles Windsor" (McCarthy cover) – 1:39

### 12"
1. "Life Becoming a Landslide"
2. "Comfort Comes"
3. "Are Mothers Saints"

### MC
1. "Life Becoming a Landslide"
2. "Comfort Comes"